# 芒㖇县
芒㖇县（越南语：／），又译“孟湟县”、“孟涅县”，是越南奠边省下辖的一个县。面积1573.73平方公里。2018年总人口40030人，當地民族多數為苗族蒙人（苗族人的分支），與越南政府有衝突。

## 地理
芒㖇县西北接中国云南省，西和西南接老挝丰沙里省，东南接南坡县，东和北接莱州省芒齐县、南颜县。

## 历史
2002年1月14日，以芒齐县辛偷社、终扯社、芒㖇社、芒从社4社和芒莱县茶亢社、那喜社2社析置芒㖇县，下辖辛偷社、终扯社、芒㖇社、芒从社、茶亢社、那喜社6社。
2003年11月26日，莱州省分设为莱州省和奠边省，芒㖇县随之划归奠边省管辖。
2006年3月21日，那喜社析置那科社、那棒社，茶亢社析置巴苹社，芒从社析置广林社、南棋社。
2009年4月16日，芒㖇社析置南位社，广林社析置那姑沙社，南棋社析置巴每社，辛偷社析置莲上社，终扯社析置灵苏辛社。
2012年8月25日，茶亢社析置南信社，那科社析置南如社，那喜社析置南注社，那棒社析置黄石社，芒从社析置怀历社；以巴苹社、茶亢社、那科社、那棒社、那喜社、那姑沙社、南信社、南如社、南注社、黄石社10社和孟查县5社析置南坡县。

## 行政区划
芒㖇县下辖11社，县莅芒㖇社。
- 终扯社（Xã Chung Chải）
- 怀历社（Xã Huổi Lếch）
- 灵苏辛社（Xã Leng Su Sìn）
- 芒㖇社（Xã Mường Nhé）
- 芒从社（Xã Mường Toong）
- 南棋社（Xã Nậm Kè）
- 南位社（Xã Nậm Vì）
- 巴每社（Xã Pá Mỳ）
- 广林社（Xã Quảng Lâm）
- 莲上社（Xã Sen Thượng）
- 辛偷社（Xã Sín Thầu）